# La Guérinière
La Guérinière là một xã ở tỉnh Vendée trong vùng Pays de la Loire, Pháp. Xã này có diện tích 7,82 km², dân số năm 2006 là 1543 người. Xã này nằm ở khu vực có độ cao trung bình 6 mét trên mực nước biển.

## Biến động dân số
| Năm | 1962  | 1968  | 1975  | 1982  | 1990  | 1999  | 2006  |
| --- | ----- | ----- | ----- | ----- | ----- | ----- | ----- |
| Dân số | 1 029 | 1 162 | 1 312 | 1 305 | 1 402 | 1 486 | 1 543 |
| From the year 1962 on: No double counting—residents of multiple communes (e.g. students and military personnel) are counted only once. |       |       |       |       |       |       |       |